# Passeport omanais
Le passeport omanais est un document de voyage international délivré aux ressortissants omanais, et qui peut aussi servir de preuve de la citoyenneté omanaise. 